# Kofiaumonark
Kofiaumonark (Symposiachrus julianae) är en fågel i familjen monarker inom ordningen tättingar.

## Utseende och läte
Kofiaumonarken är en medelstor (16 cm) monark med svart på ansikte, mantel, vingar och stjärt och kontrasterande grått på hjässa och nacke. De yttre tre stjärtpennorna är vitspetsade. Undersidan från halssidan och nedåt är vit. Benen är blågrå. Arten skiljer sig från fläckvingad monark genom mindre svart i ansiktet, mörkare ovansidan och få eller inga fläckar på vingtäckarspetsarna. Sången är en snabbt upprepad vissling, "tiuluu, tiuluu, tiuluu, tiuluu", medan lätet från bådda könen är ett rått och raspigt "schwree, schwree, schwree".

## Utbredning och systematik
Fågeln förekommer enbart på ön Kofiau utanför nordvästra Nya Guinea. Den placerades liksom många andra monarkarter i släktet Monarcha, men genetiska studier visar att den endast är avlägset släkt och bryts nu tillsammans med ett stort antal andra arter ut till släktet Symposiachrus. Den behandlas som monotypisk, det vill säga att den inte delas in i några underarter.

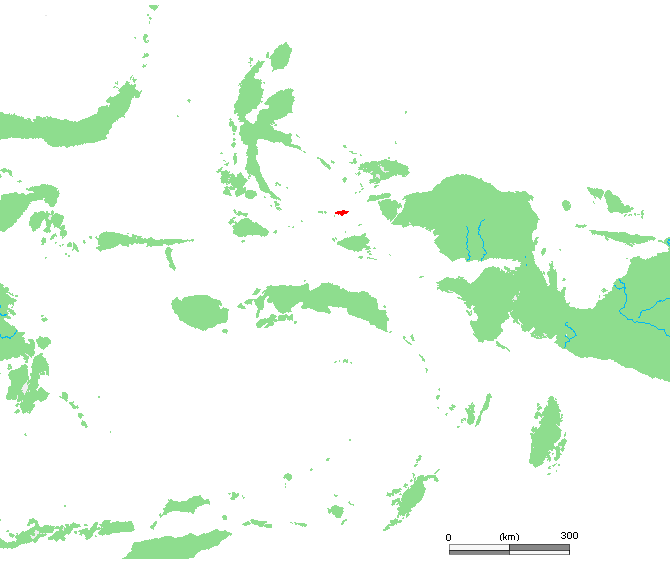
ön Kofiaus läge väster om Nya Guinea.

## Levnadssätt
Arten hittas i torr kustnära och låglänt skog, även i skog som i viss mån avverkats. Den ses i par eller smågrupper, ofta med två till fem vuxna fåglar och en till två ungfåglar, vanligen tillsammans med gråbröstad solfjäderstjärt. Fågeln födosöker högt i trädtaket, men födan är dåligt känd, liksom dess häckningsbiologi.

## Status och hot
Kofiaumonarken har ett mycket litet utbredningsområde. Den tros också minska i antal till följd av habitatförlust. IUCN kategoriserar den som nära hotad.

## Namn
Fågelns vetenskapliga artnamn hedrar Juliana av Nederländerna (1909–2004), drottning över Nederländerna 1948–1980.